# Мерење (психологија)
Мерење је утврђивање вредности неке варијабле за неки објекат. Категоричко мерење је утврђивање вредности категоричких варијабли и састоји се у сврставању у категорије. Нумеричко мерење је утврђивање вредности нумеричких варијабли, а састоји се у приписивању бројева објектима.

## Технике мерења

### Опсервационе технике
Користе се за посматрање и у њима кључну улогу имају опсервери, односно тренирани посматрачи који процењују и бележе вредности варијабли. Често опсервери користе инструменте, али не ради директног утврђивања података, већ ради олакшавања поступка опсервације. Проблем код ових техника јесте поузданост опсерверских процена. Да би се она проверила може се користити више независних посматрача и рачуна се коефицијент корелације између њихових процена.

### Инструменталне технике
Инструменталне технике користе инструменте који могу бити физички, физиолошки и психолошки.

### Физички инструменти
Физички инструменти се користе за одређивање вредности физичких варијабли и служе контролисању карактеристика стимулуса или регистровању понашања субјеката. Физиолошки инструменти се користе у истраживањима физиолошких основа психолошких процеса. Психолошки инструменти су анкете и тестови. Анкете путем одређеног броја питања постављених репрезентативном узорку дају информације о ставовима, веровањима, осећањима, демографским карактеристикама и сл. Анкета се може вршити усменим путем (путем интервјуа) или писменим путем (преко упитника). 
Питања у анкети су ставке, а одговори субјеката су облици понашања, реакције. Питања могу бити отвореног или затвореног типа. Отворена питања дају могућност богатих информација, али захтевају више размишљања, већу мотивацију, дају могућност неодређеним и неупотребљивим одговорима и компликовани су за статистичку обраду. Затворена питања су лакша за одговарање, једноставнија за обраду и прецизност одговора је под конролом истраживача, али изискују пажљив избор и формулацију ставки. Одговори у затвореним питањима могу бити категоричког или нумеричког типа. Ако су категорички, одговори могу бити у виду дихотомије или вишеструког избора, а ако су нумерички, подразумевају степен слагања са неким ставом у виду низа бројева. 
Тестови су инструменти којима се утврђују разне спсобности, склоности или особине испитаника. Код испитивања тестовима, нагласак је на резултатима појединачног субјекта и поређењу његовог резултата са резултатима осталих чланова популације. Субјекти одговарају на питања или ставке и њихови резултати се изражавају сабирањем одговора тј. добијањем скора. Да би се резултати испитаника могао интерпретирати, мора се упоредити са резултатима других особа, тј. са резултатима нормативног узорка. Пре пуштања у практичну употребу, тест се даје нормативном узорку који даје информацију о томе колики број испитаника решава одређен број задатака. Тиме се добијају норме изражене преко перцентилних рангова. 
Перцентилни ранг је проценат чланова нормативног узорка који има нижи скор од дотичног субјекта.

## Проблеми мерења
Операционализација је термин који описује када истраживач дефинише варијаблу и када се за истраживање развије начин мерења те варијабле. Ово није увек лако и мора се водити рачуна да се обезбеди да метод мерења даје валидну меру за варијаблу. Термин операционализација се може применити на независне варијабле (НВ), зависне варијабле (ЗВ) или коваријабле (у корелационом дизајну).
| Варијабла                             | Операционализацијска варијабла                                                                |
| ------------------------------------- | --------------------------------------------------------------------------------------------- |
| Степен агресије код деце на игралишту | Фреквенција агресивних аката попут: ударања, викања и гурања који су посматрани на игралишту. |
| Способност решавања проблема          | Време које је потребно за израчунавање пузле                                                  |
| Старији одрасли                       | Особе изнад 60 година                                                                         |
| Степен стреса                         | Ниво кортизола измереног у крви                                                               |

### Проблем операционализације
С обзиром на начин дефинисања варијабли и могућност њиховог мерења могу се разликовати две врсте варијабли – операционално дефинисане (емпиријске) варијабле које су дефинисане тако да се из њихове дефиниције може извести поступак њиховог мерења и концептуално дефинисане (теоријске) варијабле које су дефинисане на основу теоретског схватања концепта који се истражује и обично се називају конструкти. Да би се нека варијабла испитала емпиријски мора бити операционално дефинисана.  
Операционализација је поступак којим се утврђује начин мерења неке варијабле и често га је веома тешко извести. Емпиријска варијабла чија је сврха операционализација неке теоретске варијабле назива се индикатор или индикаторска варијабла. Углавном једна теореткса варијабла има више индикатора и једна емпиријска варијабла може бити индикатор за више теоретски варијабли.

### Проблем ваљаности (валидност)
Постоје више врста валидности: конструктивна, интерна, екстерна. Конструктивна валидност подразумева проблема да ли операционално дефинисана варијабла заиста мери теоретску варијаблу, тј. да ли мери оно што треба да мери (конструкт). Овај проблем се решава преко два критеријума ваљаности индикаторских варијабли – логичко-емпиријски и статистички критеријум. 
Логичко-емпиријски критеријум се заснива на емпирији и логици. Статистички критеријум је корелација емпиријске варијабле са неком другом варијаблом за који се зна да је ваљана – ако је корелација висока, закључак је да је емпиријска варијабла ваљана. Такав коефицијент корелације је коефицијент ваљаности. Екстерна валидност подразумева могућност уопштавања истраживања са узорка на популацију као и са конкретних услова и поступака истраживања на друге услове и поступке. Интерна валидност подразумева да постоје довољне основе за закључивање о каузалним ефектима међу варијаблама у истраживању што омогућава контрола спољних варијабли.

### Проблем поузданости
Варијабла је поуздана ако вишеструко мерење истих објеката даје исте или сличне вредности. Поузданост је ствар степена. Однос валидности и поузданости – валидна варијабла мора бити поуздана, али поуздана варијабла може бити невалидна (може поуздано мерити нешто друго, а не предмет мерења). Поузданост мерења треба утврдити приликом пилот истраживања тј, конструктције инструмента мерења. Постоји више начина мерења поузданости (коефицијенти поузданости): тест-ретест (исте особе у два различита временска тренутка раде исти тест и што је корелација мера са два испитивања већа, то је тест поузданији. код тест-ретест метода постоји проблем да се испитаници могу сетити питања са првог теста), паралелне форме теста (субјекти раде паралелне форма теста тј. варијанте истог теста са различитим ставкама (проблем је обимност рада на припреми таквих тестова), унутрашња (интерна) конзистентност (конзистенција) – ставке једног теста се произвољно поделе на две половине, па се рачунају два скора и израчуна њихова корелација.